# Suszec (gmina)
Pour les articles homonymes, voir Suszec (homonymie).
La gmina de Suszec est une commune rurale de la voïvodie de Silésie et du powiat de Pszczyna. Elle s'étend sur 75,63 km2 et comptait 11 496 habitants en 2011. Son siège est le village de Suszec qui se situe à environ 13 kilomètres au nord-ouest de Pszczyna et à 28 kilomètres au sud-ouest de Katowice.

## Villages
La gmina de Suszec comprend les villages et localités de Kobielice, Kryry, Mizerów, Radostowice, Rudziczka et Suszec.

## Villes et gminy voisines
La gmina de Suszec est voisine des villes d'Orzesze et de Żory et des gminy de Kobiór, Pawłowice et Pszczyna.